# Герб Оханска
Герб Оханск — официальный символ города Оханск Пермского края Российской Федерации.
Ныне действующий герб Оханска утверждён Решением Оханской городской Думы от 24 сентября 2018 года № 8/1 «Об утверждении положений о гербе и флаге Оханского городского округа».
Решением Оханской городской Думы от 25 декабря 2024 года № 81/2 «Об утверждении положений о гербе и флаге Оханского муниципального округа» утвержден как герб муниципального округа .

## Геральдическое описание герба
В лазоревом поле на зеленой земле — серебряные рыболовные снасти (охани): сети, мережи и саки. В вольной части — герб Пермского края.

## Символика
- рыболовные снасти указывают на основное занятие жителей города — рыбную ловлю;
- лазоревый цвет — символ чести, надежды и водных просторов, реки Кама;
- зелёный цвет — символ жизни, изобилия и возрождения;
- серебро символизирует благородство, чистоту, веру и мир.

## История

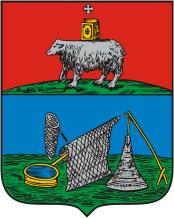
Герб Оханска 1783 года

Первый официальный герб города Оханск был утверждён Указом Екатерины II от 17 июля 1783 года вместе с другими гербами Пермского наместничества. Описание герба: «В верхней половине щита герб Пермский, в нижней половине в голубом поле серебряные рыболовные сети, мережи и саки, означающие, что жители сего города имеют рыбный промысел».

### Проект герба 1862 года

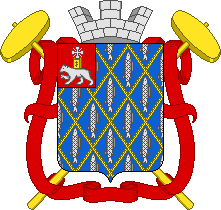
Проект герба города Оханска образца 1862 года

В 1862 году в рамках геральдической реформы Б. Кёне был разработан проект нового герба Оханска. Описание герба: 
«Лазоревый щит разделен ромбоидально натянутыми золотыми веревками, между которыми находятся по серебряной рыбе. В вольной части герб Пермской губернии. Щит увенчан серебряной стенчатой короной и положен на два золотых положенных накрест молота, соединённых Александровской лентой.»

### Советский период

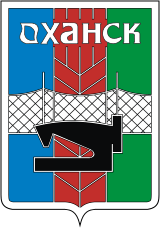
Герб Оханска 1980 года

Решением исполнительного комитета городского Совета народных депутатов от 29 мая 1980 года № 71 был утверждён новый герб Оханска, авторами которого были художники А. Соснин и В. Пономарёв. Описание герба: «Геральдический щит рассечён на три поля: правое голубое, левое — зелёное, центральное — оранжевое, на нём изображение хлебного колоса. Рыболовная сеть и швейная машинка изображены в центре композиции. Надпись „Оханск“ в верхней части герба.»

### Герб 2002 года

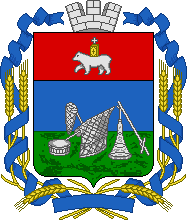
Герб Оханска и Оханского района 2002 года

Решением Земского Собрания Оханского района от 20 марта 2002 г. № 21 "Об утверждении украшений исторического герба города Оханска" восстановлен исторический герб Оханска и его действие распространено на весь Оханский район. При этом оговорены украшения: "щит увенчан серебряной трехбашенной короной и украшен венком из золотых колосьев, перевязанных Андреевской лентой, под оконечностью излома на ленте начертано красными буквами "Оханск". В Положении о гербе приведено такое описание герба:
"1.1. Герб города Оханска (далее - герб) представляет собой изображение серебряных рыболовных оханей (сетей, мереж, саков) на голубом поле, олицетворяющих рыболовный промысел жителей этой территории. Изображение помещено на геральдическом щите, 1/3 верхнюю часть которого занимает герб Пермской области. 1.2. Геральдическое описание герба гласит: "щит пересеченный: в верхней части - герб Пермской области, в нижней - в голубом поле серебряные сети, мережи и саки, означающие, что жители сего города имели рыболовный промысел".

### Герб 2006 года
Решением Думы Оханского городского поселения от 22 мая 2006 года № 41 «Об утверждении Положения о гербе Оханского городского поселения» был утверждён герб Оханска. Согласно тексту Положения о гербе:
"3. Геральдическое описание и обоснование символики герба Оханского городского поселения
3.1. Геральдическое описание герба Оханского городского поселения гласит: "В верхней части щита герб Пермский. В нижней - в голубом поле серебряные рыболовные сети, мережи и саки, означающие, что жители сего города имели рыбный промысел".
3.2. Обоснование символики герба Оханского городского поселения: "Герб Оханского городского поселения представляет собой геральдический щит, в верхней части которого расположен герб Пермской области, который указывает на то, что Оханское городское поселение является ее частью.
В средней части герба - полоса голубого цвета - это река Кама, омывающая город. Голубой цвет - символ чести, благородства, духовности.
В нижней части герба на зеленом фоне рыболовные сети, от названия которых произошло название поселения "Оханск", означающие, что жители города занимались рыболовством".

### Герб 2009 года

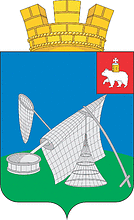
Герб Оханска 2009 года

Положения о гербе и Положение о флаге Оханского городского поселения утверждены Решением Думы Оханского городского поселения от 20 апреля 2009 года №39.
Законом Пермского края от 23 апреля 2018 года № 224-ПК и Законом Пермского края от 28.05.2018 N 235-ПК Оханский муниципальный район был преобразован с упразднением всех входивших в его состав городских и сельских поселений, в том числе Оханского городского поселения, в Оханский городской округ.